# Carlos J. Rodríguez
Carlos Juan Rodríguez (Río Cuarto, 13 de marzo de 1875 - ibíd., 26 de agosto de 1967) fue un abogado y político argentino, que ejerció brevemente como ministro de Agricultura y Ganadería de su país en el año 1922.

## Biografía
Realizó sus estudios secundarios en el Colegio Nacional de Concepción del Uruguay y se recibió de abogado en la Universidad de Buenos Aires en el año 1902.
Fundó el Partido Demócrata Social, que sus opositores llamaron despectivamente el "partido de la alpargata", que posteriormente se alió al conservadurismo local; postulado como candidato por esa alianza, fue elegido Intendente de Río Cuarto. Posteriormente se afilió a la Unión Cívica Radical.
De 1913 a 1914 fue diputado provincial de Córdoba.
Fue elegido diputado nacional en las elecciones legislativas de Argentina de 1916 para el periodo 1916-1920 y fue presidente de la Comisión de Presupuesto de la Cámara de Diputados. Fue nuevamente electo diputado nacional en las Elecciones legislativas de Argentina de 1920 para el periodo 1920-1924.
En 1922, al producirse la renuncia del ministro de Agricultura y Ganadería, Eudoro Vargas Gómez, el presidente Hipólito Yrigoyen lo nombró para reemplazarlo, por lo cual debió renunciar a su cargo de diputado.
En las elecciones legislativas de Argentina de 1926 fue elegido nuevamente diputado nacional para el periodo 1926-1930, militando en la fracción yrigoyenista de la UCR. En las elecciones provinciales de Córdoba de 1931, durante la Década Infame, fue candidato a vicegobernador de la Provincia de Córdoba, acompañando a Amadeo Sabattini. Tras la anulación de las elecciones en la Provincia de Buenos Aires, en que había triunfado la UCR, y el veto a la fórmula radical encabezada por Marcelo T. de Alvear, quedaba claro que el gobierno no permitiría ningún triunfo radical, por lo que la fórmula retiró su candidatura.
Durante el resto de la década, participó en la política local en apoyo de Sabattini, que llegó a la gobernación en 1936. Anterior a la gobernación de Sabattini se enfrentó a él primero en una interna en 1935 dónde era candidato a vicegobernador acompañando al exministro de Hacienda de la provincia (1916-1919,1928-1930 y 1936-1938), Agustín Garzón Agulla fue una alianza entre el Grupo Irigoyen (Rodríguez) y el Pro Fusión (Garzónistás) siendo finalmente derrotados por la fórmula Sabattini - Gallardo por 20.567 a 15.418. Ejerció distintos cargos partidarios y locales, y fue presidente de la Junta de Historia de Río Cuarto. A mediados de la década de 1960, su figura era aún significativa en el radicalismo cordobés.
Falleció en su ciudad natal en el año 1967.
Es bisabuelo del director y guionista de cine Santiago Mitre.